# Gregor Högler
Gregor Högler (ur. 27 czerwca 1972) – austriacki lekkoatleta specjalizujący się w rzucie oszczepem.
Trzykrotny medalista letnich uniwersjad (w latach 1995–1999). W 2000 odpadł w eliminacjach konkursu podczas igrzysk olimpijskich w Sydney. Trzykrotnie brał udział w mistrzostwach globu: Göteborg 1995 (odpadł w eliminacjach), Ateny 1997 (10. miejsce w finale z wynikiem 81,56) oraz Sewilla 1999 (odpadł w eliminacjach). W 2002 roku, bez powodzenia, startował w mistrzostwach Europy. Wielokrotny reprezentant Austrii. Czternastokrotny mistrz kraju. Rekord życiowy: 84,03 (17 lipca 1999, Kapfenberg). Wynik ten jest obecnym rekordem Austrii.

## Progresja wyników
| Rok  | Wynik | Data        | Miejsce     |
| ---- | ----- | ----------- | ----------- |
| 1994 | 75,00 | 30 lipca    | Lillehammer |
| 1995 | 80,16 | 26 sierpnia | Nitra       |
| 1996 | 79,00 | 21 sierpnia | Linz        |
| 1997 | 83,00 | 9 lipca     | Linz        |
| 1998 | 81,89 | 20 maja     | Chemnitz    |
| 1999 | 84,03 | 17 lipca    | Kapfenberg  |
| 2000 | 82,03 | 24 marca    | Pretoria    |
| 2001 | 81,98 | 24 czerwca  | Nikozja     |
| 2002 | 80,52 | 24 sierpnia | Nitra       |
| 2003 | 77,56 | 22 czerwca  | Aarhus      |
| 2005 | 70,90 | 26 maja     | St. Pölten  |
| 2006 | 75,97 | 23 lipca    | Schwechat   |
| 2008 | 66,99 | 20 lipca    | Kapfenberg  |
| 2009 | 66,28 | 2 sierpnia  | Linz        |
| 2010 | 68,01 | 10 lipca    | Villach     |
| 2011 | 65,11 | 6 sierpnia  | Innsbruck   |
| 2012 | 66,75 | 22 lipca    | Klagenfurt  |